# Samsö Bält
Samsö Bält (på danska Samsø Bælt) är ett sund i Danmark. Det ligger i den centrala delen av landet och är en del av Stora Bält.